# Jean Martin (acteur)
Pour les articles homonymes, voir Jean Martin et Martin.
Jean Martin, né le 6 mars 1922 à Paris et mort le 2 février 2009 dans la même ville,, est un acteur français.

## Biographie
Jean Martin débute au théâtre sous la direction du metteur en scène Roger Blin, dans des créations de pièces de Samuel Beckett, Arthur Adamov et Eugène Ionesco. Il interprète Lucky dans En attendant Godot à la création de la pièce de Samuel Beckett, le 4 janvier 1953, après que Pierre Louki, l'acteur devant jouer initialement Pozzo, eut fait défection et que Blin eut décidé de jouer son rôle, quittant celui de Lucky pour le confier à Martin. Le 3 avril 1957, Jean Martin est le premier à jouer le rôle de Clov lorsque Roger Blin crée en français Fin de partie de Beckett au Royal Court Theatre, à Londres.

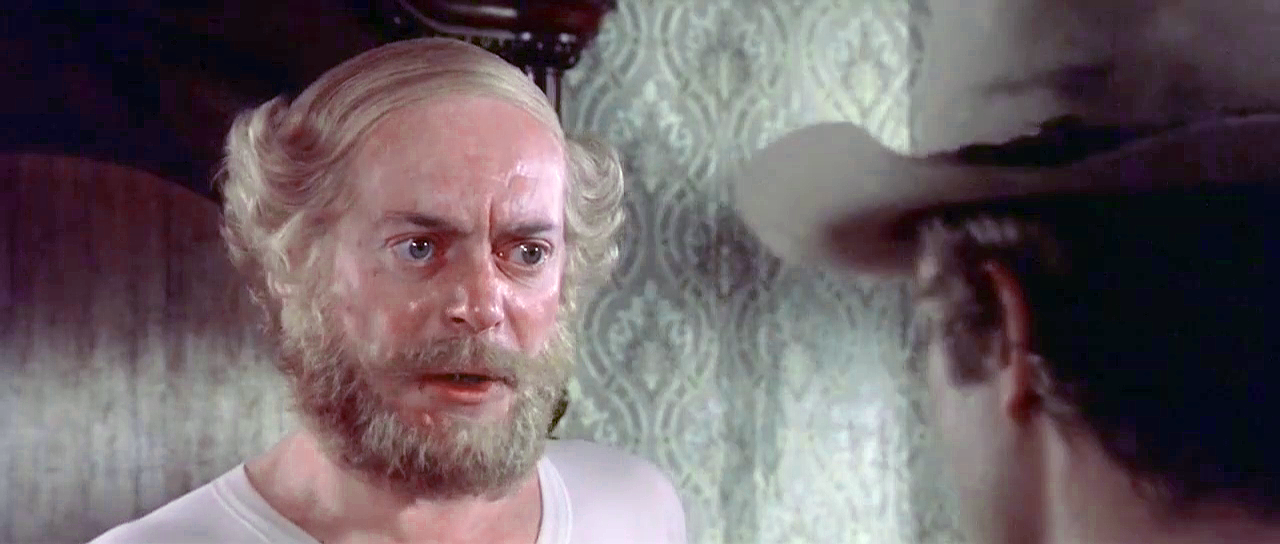
Jean Martin en 1975, tournant en Italie (Un génie, deux associés, une cloche).

Jean Martin a joué dans une cinquantaine de films dont plusieurs coproductions internationales (Chacal, Le Messie, Mon nom est personne)
En 1960, il est signataire du Manifeste des 121 titré « Déclaration sur le droit à l’insoumission dans la guerre d'Algérie ».

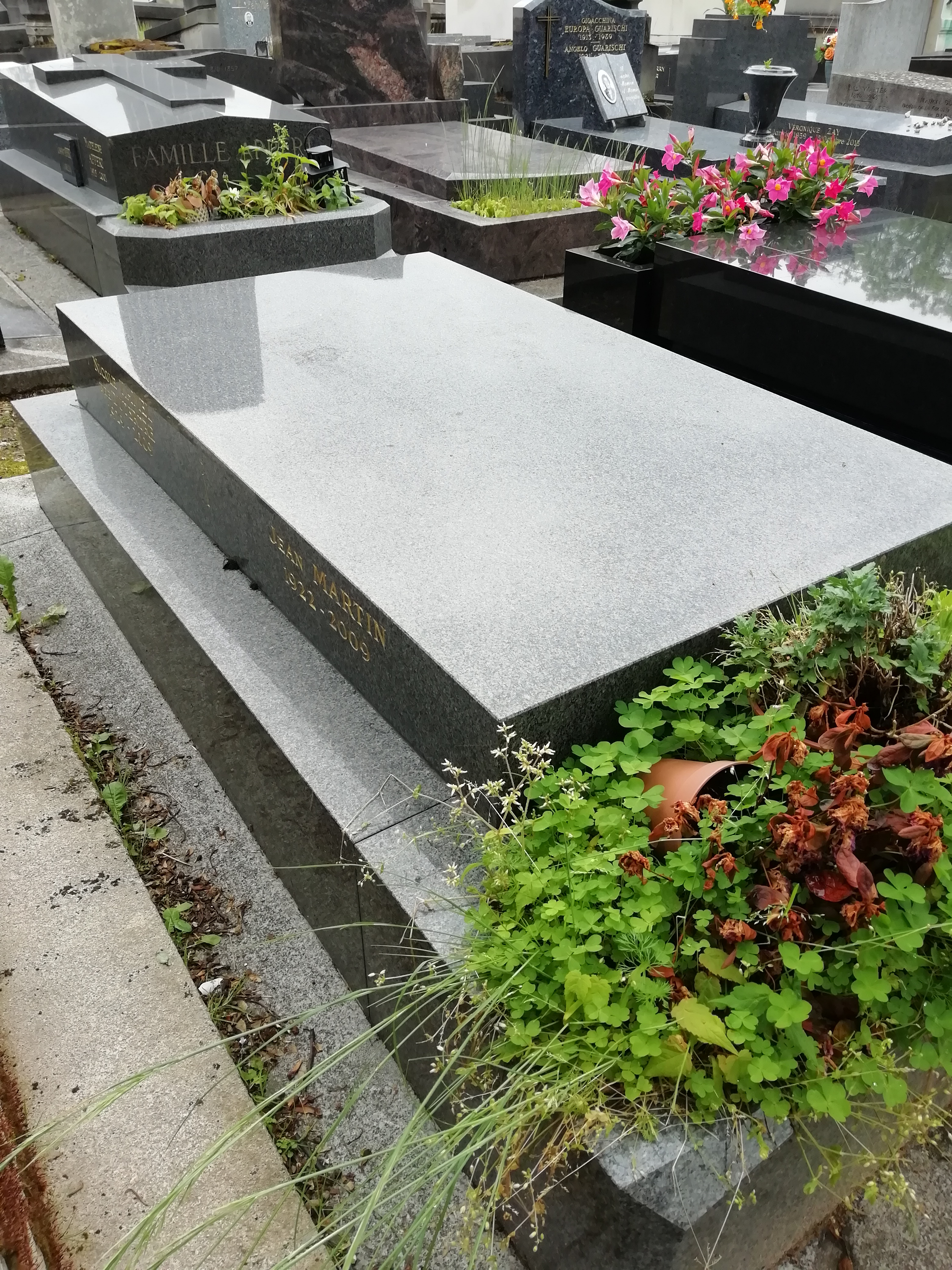
Tombe de Jean Martin au cimetière du Montparnasse (division 6).

Il tient l'un de ses rôles les plus importants au cinéma dans La Bataille d'Alger de Gillo Pontecorvo : le film met cependant plusieurs années à être distribué en France, en raison de la mémoire encore récente de la guerre d'Algérie.
Il joue l'inquiétant Grand Maître Hubert de Mauvouloir, personnage central du feuilleton fantastique Les Compagnons de Baal, écrit par Jacques Champreux et réalisé par Pierre Prévert, diffusé l'été 1968 (du 29 juillet au 9 septembre) sur la 2e chaîne de l'ORTF.
Jean Martin vit rue de Lille dans le 7e arrondissement de Paris. Il meurt d'un cancer le 2 février 2009,, il est incinéré au crématorium du Père-Lachaise puis inhumé au cimetière du Montparnasse (division 6, quelques mètres à droite d'Eugène Ionesco).

## Filmographie
Sauf indication contraire, les informations mentionnées dans cette section peuvent être confirmées par les bases de données cinématographiques  présentes dans la section « Liens externes ».

### Cinéma
- 1944 : Cécile est morte de Maurice Tourneur : le garçon d'étage
- 1956 : Notre-Dame de Paris de Jean Delannoy
- 1960 : Paris nous appartient de Jacques Rivette
- 1960 : Fortunat d'Alex Joffé
- 1962 : Ballade pour un voyou de Claude-Jean Bonnardot
- 1963 : À toi de faire... mignonne de Bernard Borderie
- 1966 : La Bataille d'Alger[7] de Gillo Pontecorvo : Le colonel Philippe Matthieu
- 1966 : Suzanne Simonin, la Religieuse de Diderot de Jacques Rivette
- 1966 : Martin soldat de Michel Deville
- 1968 : Je t'aime, je t'aime d'Alain Resnais
- 1968 : Manon 70 de Jean Aurel
- 1968 : Faut pas prendre les enfants du bon Dieu pour des canards sauvages de Michel Audiard
- 1970 : Cran d'arrêt de Yves Boisset
- 1970 : La Promesse de l'aube de Jules Dassin
- 1972 : Le Rempart des Béguines de Guy Casaril
- 1973 : L'Héritier de Philippe Labro
- 1973 : Chacal de Fred Zinnemann
- 1973 : Mon nom est personne de Tonino Valerii et Sergio Leone : Sullivan
- 1974 : Glissements progressifs du plaisir d'Alain Robbe-Grillet
- 1974 : La moutarde me monte au nez de Claude Zidi
- 1975 : La Course à l'échalote de Claude Zidi : le directeur de la banque
- 1975 : Rosebud d'Otto Preminger
- 1975 : Un génie, deux associés, une cloche  de Damiano Damiani : Le colonel Pembroke
- 1975 : Peur sur la ville d'Henri Verneuil
- 1976 : L'Aile ou la Cuisse de Claude Zidi : Le médecin de la clinique
- 1976 : Le Messie de Roberto Rossellini
- 1976 : Une femme à sa fenêtre de Pierre Granier-Deferre
- 1977 : Le Juge Fayard dit Le Shériff d'Yves Boisset
- 1977 : Il gatto de Luigi Comencini
- 1977 : Éclipse sur un ancien chemin vers Compostelle de Bernard Férié
- 1979 : L'Associé de René Gainville
- 1979 : Bête mais discipliné de Claude Zidi
- 1980 : La Femme flic de Yves Boisset
- 1980 : Inspecteur la Bavure de Claude Zidi
- 1980 : Le Roi et l'Oiseau de Paul Grimault (voix)
- 1997 : Lucie Aubrac de Claude Berri

### Télévision
- 1964 : Le Théâtre de la jeunesse : David Copperfield de Marcel Cravenne
- 1965 : Morgane ou Le prétendant d'Alain Boudet
- 1967 : L'Invention de Morel de Claude-Jean Bonnardot
- 1968 : Les Compagnons de Baal (série TV) de Pierre Prévert : Hubert de Mauvouloir
- 1968 : Les Enquêtes du commissaire Maigret de Michel Drach, épisode : L'Inspecteur Cadavre
- 1968 : Le Tribunal de l'impossible de Michel Subiela (série télévisée) (épisode Qui hantait le presbytère de Borley ?) d'Alain Boudet : le  révérend Foyster
- 1970 : Rendez-vous à Badenberg de Jean-Michel Meurice
- 1972 : Mandrin (série télévisée) de Philippe Fourastié
- 1976 : Le Château des Carpathes de Jean-Christophe Averty : Orfanik
- 1977 : Rendez-vous en noir, de Claude Grinberg
- 1978 : Madame le juge : Autopsie d'un témoignage de Philippe Condroyer
- 1979 : Médecins de nuit de Nicolas Ribowski, épisode : Palais Royal (série télévisée)
- 1980 : Julien Fontanes, magistrat épisode Par la bande de François Dupont-Midy
- 1995 : Julie Lescaut, épisode 4, saison 4 : La fiancée assassinée d'Élisabeth Rappeneau - Honoré Prieur
- 1997 : Maigret et l'enfant de chœur de Pierre Granier-Deferre

## Théâtre
Sauf indication contraire ou complémentaire, les informations mentionnées dans cette section peuvent être confirmées par la base de données Les Archives du spectacle.
- Pygmalion de George Bernard Shaw, mise en scène Etienne Hervier, Théâtre de l'Œuvre
- 1949 : Le Légataire universel de Jean-François Regnard, mise en scène Georges Douking, Théâtre des Célestins
- 1950 : Henri IV de Shakespeare, mise en scène Jean Vilar, Festival d'Avignon
- 1951 : La Calandria de Bernardo Dovizi da Bibbiena, mise en scène René Dupuy, Festival d'Avignon
- 1951 : Le Prince de Hombourg d'Heinrich von Kleist, mise en scène Jean Vilar, Festival d'Avignon
- 1952 : La Parodie d'Arthur Adamov, mise en scène Roger Blin, Théâtre Lancry
- 1953 : En attendant Godot de Samuel Beckett, mise en scène Roger Blin, Théâtre de Babylone
- 1954 : Crinolines et guillotine d'Henry Monnier, mise en scène Christine Tsingos, Théâtre de la Gaîté-Montparnasse
- 1954 : La Bonne Âme du Se-Tchouan de Bertolt Brecht, mise en scène Roger Planchon, Festival de Lyon, Théâtre de la Comédie Lyon
- 1954 : Édouard II de Christopher Marlowe, mise en scène Roger Planchon, Festival de Lyon, Théâtre de la Comédie Lyon
- 1954 : Amédée ou Comment s'en débarrasser d'Eugène Ionesco, mise en scène Jean-Marie Serreau, Théâtre de Babylone
- 1955 : Le Ping-pong d'Arthur Adamov, mise en scène Jacques Mauclair, Théâtre des Noctambules
- 1956 : Marée basse de Jean Duvignaud, mise en scène Roger Blin, Théâtre des Noctambules
- 1956 : Le Personnage combattant de Jean Vauthier, mise en scène Jean-Louis Barrault, Théâtre Marigny
- 1956 : Histoire de Vasco de Georges Schehadé, mise en scène Jean-Louis Barrault, Théâtre des Célestins
- 1957 : Fin de partie de Samuel Beckett, mise en scène Roger Blin, Royal Court Theatre Londres, Studio des Champs-Élysées
- 1958 : La Bonne Âme du Se-Tchouan de Bertolt Brecht, mise en scène Roger Planchon, Théâtre de la Cité Villeurbanne
- 1959 : Les Possédés d'Albert Camus d'après Fiodor Dostoïevski, mise en scène Albert Camus, Théâtre Antoine
- 1959 : Tête d'or de Paul Claudel, mise en scène Jean-Louis Barrault, Odéon-Théâtre de France
- 1960 : Lettre morte de Robert Pinget, mise en scène Jean Martin, Théâtre Récamier
- 1961 : Les Nuits blanches de Fiodor Dostoïevski, mise en scène Nicole Kessel, Théâtre de Lutèce
- 1962 : Les Représentants d’Aglaé Mitropoulos et Mona Mitropoulos, adaptation Michel Arnaud, mise en scène Jean Martin, Théâtre La Bruyère
- 1961 : Arlequin valet de deux maîtres de Carlo Goldoni, mise en scène Edmond Tamiz, Théâtre Récamier
- 1962 : Les Témoins de Georges Soria, mise en scène Roger Mollien, Théâtre du Vieux-Colombier
- 1963 : Don Gil de Tirso de Molina, mise en scène Daniel Leveugle, Théâtre de l'Alliance française
- 1963 : Charles XII d'August Strindberg, mise en scène Gabriel Garran, Festival d'Art dramatique d'Aubervilliers
- 1963 : Le roi se meurt d'Eugène Ionesco, mise en scène Jacques Mauclair, Festival du Jeune Théâtre Liège
- 1963 : La Tempête de William Shakespeare, mise en scène Jacques Mauclair, Théâtre de l'Alliance française
- 1963 : Célimare le bien-aimé d'Eugène Labiche et Alfred Delacour, mise en scène Jacques Mauclair, Théâtre de l'Alliance française
- 1963 : Les Fourberies de Scapin de Molière, mise en scène Jo Tréhard, Comédie de Caen
- 1964 : Un jardin sur la mer de Claude Vermorel, mise en scène Jacques Mauclair, Théâtre de l'Alliance française
- 1965 : Le Plus Heureux des trois d'Eugène Labiche, mise en scène Yves Gasc, Théâtre des Mathurins
- 1969 : Le Concile d’amour d'Oscar Panizza, mise en scène Jorge Lavelli, Théâtre de Paris
- 1971 : Maître Puntila et son valet Matti de Bertolt Brecht, mise en scène Jacques Rosner, Théâtre du Lambrequin, Théâtre national de Strasbourg
- 1972 : Play Strindberg de Friedrich Dürrenmatt, mise en scène Yves Gasc, Théâtre des Mathurins
- 1974 : L'Odyssée pour une tasse de thé de Jean-Michel Ribes, mise en scène de l'auteur, Théâtre de la Ville
- 1975 : Les Nuits de Paris d'après Rétif de la Bretonne, mise en scène Jean-Louis Barrault, Compagnie Renaud-Barrault, Théâtre d'Orsay
- 1975 : Des journées entières dans les arbres de Marguerite Duras, mise en scène Jean-Louis Barrault, Compagnie Renaud-Barrault, Théâtre d'Orsay
- 1977 : Jacques ou la soumission de Eugène Ionesco, mise en scène Lucian Pintilie, Théâtre de la Ville
- 1978 : Zadig ou la destinée de Voltaire, mise en scène Jean-Louis Barrault, Compagnie Renaud-Barrault, Théâtre d'Orsay
- 1979 : Wings de Arthur Kopit, adaptation française de Matthieu Galey, mise en scène Claude Regy, Compagnie Renaud-Barrault, Théâtre d'Orsay
- 1981 : L'Amour de l'amour de Molière, La Fontaine, Apulée, mise en scène Jean-Louis Barrault, Théâtre Renaud-Barrault
- 1983 : Les affaires sont les affaires d'Octave Mirbeau, mise en scène Pierre Dux, Théâtre Renaud-Barrault
- 1985 : Les Oiseaux d'Aristophane, mise en scène Jean-Louis Barrault, Théâtre Renaud-Barrault
- 1986 : Oncle Vania d'Anton Tchekhov, mise en scène Christian Benedetti, Théâtre de l'Est parisien
- 1986 : Regarde, regarde de tous tes yeux de Danièle Sallenave, mise en scène Brigitte Jaques-Wajeman, Petit Odéon
- 1990 : Fragments d'une lettre d'adieu lue par des géologues de Normand Chaurette, mise en scène Gabriel Garran
- 1991 : Roberto Zucco de Bernard-Marie Koltès, mise en scène Bruno Boëglin, TNP Villeurbanne, Théâtre de la Ville